# Витек I из Крумлова
Ви́тек I из Кру́млова (чеш. Vítek I. z Krumlova), Витек из Сепекова или Витек из Начерадце (до 1220—1277) — средневековый чешский аристократ из феодального рода Витковичей из Крумлова, служивший королям Чехии Вацлаву I и Пршемыслу Отакару II, дядя будущего фактического правителя королевства Завиша из Фалькенштейна. Вероятный основатель замка Виткув-Камен.

## Происхождение и герб
Витек I из Крумлова происходил из феодального рода панов из Крумлова — он был сыном королевского подкоморжего Завиша из Неханиц и внуком княжеского подкоморжего Витека Старшего, имя матери Витека из Крумлова не сохранилось. Невозможно установить однозначно, был Витек I старшим или младшим из двух сыновей Завиша из Неханиц. В наиболее ранних грамотах, где сыновья Завиша значились среди свидетелей, имя Витека следовало за именем его брата Будивоя, из чего был сделан вывод, что Будивой был старшим братом, а Витек, соответственно, младшим. Однако с течением времени этот порядок не соблюдался и в некоторых грамотах имя Витека стоит перед именем Будивоя. Судя по всему, между братьями не было большой разницы в возрасте.
О гербе Витека I можно судить исключительно по изображениям на сохранившихся оттисках его печатей, самый ранний из которых датируется 1 июня 1259 года. На этой печати (в форме геральдического щита) в левом верхнем углу изображена пятилепестковая роза — главный геральдический символ герба панов из Крумлова, — отделённая чертой от основного поля печати, главной фигурой которого является обращённый вправо лев в прыжке с повёрнутой влево головой. Цветных изображений герба панов из Крумлова не сохранилось и о цвете их геральдической розы известно лишь косвенно из летописи Бенеша Крабице из Вейтмиле (ум. 1375), в которой отмечается, что в 1283 году у Завиша из Фалькенштейна в гербе была роза зелёного цвета (arma sunt rosa viridis coloris). О цвете поля герба, на котором располагалась зелёная роза, данных также не сохранилось, по мнению исследователей (например, Августа Седлачека), оно было серебряным. Лев, изображённый на печатях Витека I в качестве щитоносца, вероятно, был родовой геральдической фигурой рода Марквартовичей, против чего, однако, можно возразить, что геральдической фигурой Марквартовичей того периода был шагающий лев, а не лев в прыжке.

## Служба при дворе и земельные владения
О биографии Витека I и его брата Будивоя сохранилось крайне мало сведений, они упоминаются, в основном, лишь в качестве свидетелей в разного рода грамотах. Первое такое упоминание о Витеке относится к грамоте, выданной в 1220 году во Влетице, в соответствии с которой Витек III Младший продал Милевскому монастырю деревню Коетин. В это время Витек, вероятно, был ещё совсем молодым, поскольку следующее упоминание о нём датируется лишь тринадцатью годами спустя. В грамоте короля Вацлава I о пожертвованиях Милевскому монастырю, выданной в 1233 году в Милевско, Витек I выступает свидетелем вместе со всеми мужчинами своей семьи — дедом Витеком II Старшим, отцом Завишем, братом Будивоем, а также братьями деда — Йиндржихом и Витеком III Младшим, что свидетельствует о том, что все эти представители рода Витковичей в качестве придворных сопровождали короля в его поездке на юг Чехии. В 1235 году Витек вместе со своим отцом и братом сопровождал короля Вацлава во время его посещения имения Садска, а 28 сентября следующего года в Праге Витек и Будивой выступают свидетелями в королевской грамоте, которой Вацлав I подтвердил привилегии, пожалованные ордену немецких рыцарей королём Пршемыслом Отакаром I. После этого наступает длительная пауза в упоминаниях Витека, его отца и брата в королевских грамотах, очевидно, связанная с удалением Витковичей от королевского двора в связи с тем, что Витковичи не поддержали Вацлава I в его споре с императором Фридрихом II о бабенбергском наследстве.
Витек вновь появился среди свидетелей королевских грамот в 1243 году в Праге, затем в Писеке, где Вацлав I подтвердил земельные пожалования Бавора I из Стракониц ордену иоаннитов. В грамоте из Писека Витек впервые упомянут с предикатом «из Сепекова». В ноябре 1251 года Витек из Сепекова вместе с отцом упоминаются в грамоте королевича Пршемысла Отакара, выданной в Нетолице. Очевидно, резиденциями Витека первоначально были Сепеков и Начерадец — он первым из своего рода использовал предикаты «из Сепекова» (de Zepecow в 1243 и 1251 годах) и «из Начерадце» (de Nacherat в 1252 и de Natscharad в 1272 году). Сепеков, судя по всему, достался Витеку по наследству от его деда Витека Старшего, для которого Сепеков оставался главной резиденцией в течение всей жизни. В отношении резиденции в Начерадец, однако, у исследователей нет единого мнения, что вызвано неоднозначностью отождествления Витека из Начерадце, выступавшего свидетелем в грамоте, которой в марте 1252 года Фридерик из Хомутова пожаловал некое имущество госпиталю, с Витеком I из Крумлова. Проблема заключается в том, что Witek de Nacherat в данной грамоте указан в ряду свидетелей не в начале списка вместе с другими Витковичами, а только на четырнадцатом месте. С другой стороны, использование Витеком I предиката «из Начерадце» подтверждается грамотой его племянника Завиша из Фалькенштейна от 1272 года, где он называет своего дядю Витеком из Начерадце (de Natscharad).
Витек, как и его брат Будивой, не занимал никаких должностей при дворе, сосредоточившись на управлении родовыми владениями, которые к концу жизни братьев расширились до южночешской границы с Австрией. В грамоте королевича Пршемысла Отакара, выданной в Праге в 1 апреля 1253 года, Витек впервые фигурирует с предикатом «из Крумлова» (Witigo de Chrumbenowe), который затем использовал до конца жизни. При этом после 1253 года Витек не использовал других предикатом (именно поэтому вызывает недоумение, почему Завиш из Фалькенштейна в своей грамоте 1272 года назвал его Витеком из Начерадце). Исходя из 
этого, многими исследователями был сделан вывод, что в 1253 году в Крумлове уже существовал родовой замок, использовавшийся Витеком и его братом в качестве панской резиденции, что, однако, не подтверждается археологическими данными. В следующий раз Витек из Крумлова упоминается в грамоте от 16 июня 1258 года, которой епископ Праги Ян III из Дражиц подтвердил дарование костёла в Светлике монастырю в Шлегле. 1 июня 1259 году Витек из Крумлова принял участие в основании Вышебродского монастыря — в учредительной грамоте он впервые упоминается вместе со своей женой Сибиллой (Witigo de Krumbenowe, uxor ejus Sybilla). После этого Витек ещё несколько раз упоминается в качестве одного из свидетелей в грамотах о пожертвованиях имущества Вышебродскому монастырю. В 1263 году имение Загоржи, принадлежавшее Витеку из Крумлова, упоминается в связи с владениями учреждённого королём Златокорунского монастыря, а в следующем году в Писеке Витек выступает свидетелем в королевской грамоте об обмене села Богданице со Стиром из Квитловиц. В том же году Витек упомянут как свидетель в грамоте своего брата Будивоя о пожертвованиях монастырю в Шлегле, в мае 1265 года — как свидетель в грамотах Людмилы из Ржише и Витека из Скалице, касавшихся продажи деревни Валькерсдорф в Нижней Австрии, в 1266 году — как свидетель в грамоте, которой Чеч из Велешина даровал некие земельные владения Цветльскому аббатству.
В 1274 году Витек из Крумлова продал имение Страшин Страконицкой коменде ордена иоаннитов. В качестве одного из свидетелей в этой грамоте фигурирует крумловский рихтарж Сирота (Sipota iudex de Crumnow), что свидетельствует о том, что при Витеке I Крумлов активно развивался и уже приобрёл некоторые юридические атрибуты города. Последний раз Витек I из Крумлова упоминается в документе, составленном 22 сентября 1277 года в Виткуве-Камене, которым он завещал три деревни Вышебродскому монастырю. Вероятно, в том же году Витек умер. Завещание и смерть Витека, очевидно, стали отражением драматического восстания Витковичей против короля Пршемысл Отакар II, произошедшего в том момент на юге Чехии.
Вероятно, именно Витек из Крумлова и его брат Будивой выстроили деревянный замок Виткув-Камен (Виткув-Градек), первоначально призванный охранять старую дорогу у брода через Влтаву в районе Фримбурка, а позднее ставший административным центром отдельного панства (в 1-й половине XIV века деревянный замок был перестроен в каменный).

## Семья
Витек I из Крумлова является одним из первых представителей рода Витковичей, имя жены (или одной из жён) которого сохранилось до наших дней — в учредительной грамоте Вышебродского монастыря фигурирует его жена по имени Сибилла. Это единственное упоминание о супруге Витека — не сохранилось сведений ни о её происхождении, ни о том, была ли именно Сибилла матерью его детей.
Витек имел двух сыновей:
- Йиндржих из Крумлова (ум. 1301) — женат на Офке (ум. 8 июня 1300 года) неизвестного происхождения, детей не имел.
- Вок II из Крумлова (ум. 1302) — имя жены неизвестно, детей не имел, последний из рода панов из Крумлова[16].